# Ахундова Рубаба Мамед кизи
Рубаба Мамед кизи Ахундова (1907, місто Шемаха, тепер Шамахи, Азербайджан — 1969) — азербайджанський педагог, голова ЦК профспілки працівників початкових і середніх шкіл Азербайджанської РСР. Депутат Верховної ради СРСР 2—3-го скликань.

## Життєпис
Батько помер, коли Рубабі було одинадцять років. Виховувалася в родині сестри. У 1925 році закінчила середню школу.
У 1925—1928 роках — студентка східного факультету Азербайджанського державного університету. Закінчила також курс літературного факультету Азербайджанського державного університету.
З 1928 року — вчителька азербайджанської мови та літератури показової середньої школи Сталінського району (нинішній Сабаїльський район) міста Баку, завідувачка навчальної частини середньої жіночої школи № 132 Ворошиловського району (нинішній Сабаїльський район колись був окремим районом, потім його приєднали до Сталінського, тобто теперішній Сабаїльський район) міста Баку.
З жовтня 1947 року — голова ЦК професійної спілки працівників початкових і середніх шкіл Азербайджанської РСР.
Подальша доля невідома.

## Нагороди
- орден Трудового Червоного Прапора
- медаль «За оборону Кавказу»
- медаль «За доблесну працю у Великій Вітчизняній війні 1941—1945 рр.»
- Заслужений учитель Азербайджанської РСР (1943)